# Michale
Michale [pronunciación en polaco: /miˈxalɛ/] (alemán: Michelau) es un pueblo en el distrito administrativo de Gmina Dragacz, dentro del Distrito de Świecie, Voivodato de Cuyavia y Pomerania, en Polonia central. Se encuentra aproximadamente 3 kilómetros al sur de Dragacz, 22 kilómetros al este de Świecie, y 51 kilómetros norte de Toruń.

## Residentes notables
- Karl Wilhelm Krause (1911–2001), ayuda de cámara y guardaespaldas a Adolf Hitler